# Doithrix ensifer
Doithrix ensifer är en tvåvingeart som beskrevs av Ole Anton Saether och James E. Sublette 1983. Doithrix ensifer ingår i släktet Doithrix och familjen fjädermyggor.
Artens utbredningsområde är Kalifornien. Inga underarter finns listade i Catalogue of Life.